# Aron quartett
Das aron quartett ist ein Streichquartett, das 1998 von Ludwig Müller, Barna Kobori, Georg Hamann und Christophe Pantillon, vier in Wien tätigen Musikern, gegründet wurde. Ihr künstlerischer Werdegang wurde von den Mitgliedern des Alban Berg Quartetts sowie von Ernst Kovacic und Heinrich Schiff entscheidend geprägt. Weitere für ihre musikalische Laufbahn maßgebende Impulse gingen von Isaac Stern, Max Rostal, William Primrose, Mischa Maisky, Ralph Kirshbaum und Sandor Végh aus.
Das aron quartett tritt auch gemeinsam mit Künstlern wie Oleg Maisenberg, Bruno Canino, Philippe Entremont, Wenzel Fuchs, Sharon Kam und Mitgliedern des Alban Berg Quartetts auf. 2002 war das aron quartett Gast im Zyklus des Alban Berg Quartetts im Wiener Konzerthaus.

## Geschichte
Im Gründungsjahr fand das Wiener Debüt statt, das bei Publikum und Presse großes Echo hervorrief. Seither wurde – auch in Zusammenarbeit mit Heinz Holliger, Heinrich Schiff, sowie Mitgliedern des Amadeus, LaSalle und Alban Berg Quartetts – ein breitgefächertes Repertoire erarbeitet.
Die Intention des aron quartetts, sich neben der Auseinandersetzung mit der klassischen Literatur für Streichquartett auch den Werken der Zweiten Wiener Schule zu widmen, führte noch im Gründungsjahr zur Einladung, im Arnold Schönberg Center in Wien als Quartet in Residence einen eigenen Zyklus zu gestalten, in dem das aron quartett Kompositionen des 18., 19. und 20. Jahrhunderts präsentiert.
Rege Konzerttätigkeit führte das aron quartett bisher durch Europa, die USA, Mexiko und Japan, sowie zu renommierten Festivals (Wiener Festwochen, International String Quartet Festival Prag, Biennale di Venezia, Schönberg Festival, Festival KlangBogen Wien, Festival Cervantino, Kuhmo Festival, Stresa Festival u. a.).
Im Jahr 2001 debütierte das aron quartett in der Carnegie Hall in New York und 2002 in Londons Wigmore Hall sowie im Tschaikowsky-Konservatorium in Moskau. 2004 im Wiener Musikverein, wo das Quartett im Jahr 2007 in einem vierteiligen Zyklus alle Streichquartette Korngolds sowie dessen Klavierquintett zur Aufführung brachte. 2008 gründete das aron quartett das Kammermusikfestival Schloss Laudon, das sich insbesondere Komponisten widmet, die unter dem Naziregime verfolgt wurden. Das 10-Jahre-Jubiläum des Quartetts wurde im November 2008 mit einem sehr erfolgreichen Konzert im Wiener Konzerthaus gefeiert. Für 2009 wurde das aron quartett wieder eingeladen, einen Haydn-Martinů-Zyklus im Wiener Musikverein sowie einen 3-teiligen Korngold-Zyklus an der Opéra Bastille in Paris zu gestalten. Ebenfalls in Wien fand im Herbst 2009 ein Schönberg-Zyklus statt.

## Aufnahmen
1999 erschien die erste CD des aron quartetts mit Werken von Schubert, Schönberg, Mozart und Viktor Ullmann. Im Februar 2002 wurde ein Konzert des aron quartetts vom ORF im Rahmen der EBU europaweit ausgestrahlt.
Weitere CD-Einspielungen umfassen Streichquartette von Franz Schubert (Rosamunde und Der Tod und das Mädchen, Preiser Records 90549) und eine CD-Box mit der Gesamtaufnahme aller Werke für Streichquartett von Arnold Schönberg (Preiser Records 90572), wofür das aron quartett den Pasticcio-Preis erhielt. Diese Einspielung wird von der internationalen Presse zu den besten Aufnahmen von Werken der Kammermusik aus dem 20. Jahrhundert gezählt.
Für Cascavelle wurden die Klavierquintette von Dvorak und Franck mit Philippe Entremont eingespielt. Im Herbst 2009 erschien eine Gesamtaufnahme der Streichquartette Erich Wolfgang Korngolds und seines Klavierquintetts (mit Henri Sigfridsson, Klavier) bei cpo/ORF sowie im Frühjahr 2010 eine CD mit Werken von Ravel, Schostakowitsch, David Chaillou, Kirill Zaborov und Vassiliev bei Preiser.